# 원시환충류
원시환충류(原始環蟲類, Archiannelida)는 대부분 깊이 15cm 정도의 바다 밑 모래 속에 살며 지하수나 샘·동굴 등에 사는 종류도 있다. 다모류로 발달하는 도중 퇴화된 것으로 짐작된다.
측지가 발달하지 않았으며, 있다고 해도 원시적인 것으로 보이는 작은 돌기가 있을 뿐이다. 몸의 구조는 환형동물 중에서 가장 간단하며, 몸길이는 0.3-2mm 정도로 매우 작다. 머리 부분에는 2-5개의 촉수를 가지나, 전혀 갖지 않는 것도 있다. 한편 각 체절에는 퇴화된 작은 측지와 강모가 있는데, 측지가 없는 종류는 배의 섬모로 미끄러지듯이 이동한다. 대부분 암수딴몸으로서, 유성 생식을 한다. 수정란은 트로코포라유생이 되어 부유생활을 하다가 몸이 길어지고 많은 체절이 형성되면 성체가 되어 물 밑에서 생활한다. 한편, 이들 유생은 바깥쪽에 체절을 만들므로 '외유생'이라고 한다.